# شانون روبنسون
شانون روبنسون (بالإنجليزية: Shannon Robinson)‏ هو سياسي أمريكي، ولد في 7 أبريل 1948 في كورونادو في الولايات المتحدة. حزبياً، نشط في الحزب الديمقراطي. وقد انتخب عضو مجلس ولاية نيومكسيكو.